# 斯文·洛尔
斯文·洛尔（德語：Sven Loll，1964年4月4日—），生于柏林，德国男子柔道运动员。他曾代表东德参加1988年夏季奥林匹克运动会柔道比赛，获得男子71公斤级银牌。